# Ersättarna
Ersättarna är en amerikansk-koreansk animerad TV-serie skapad av Dan Santat. Vid nyår 2006 visades en smygtitt på Disney Channel i Sverige. Senare 2007 började serien visas.

## Handling
Serien handlar om unga Riley och Todd Daring som bodde på barnhem. Det är okänt vad som hänt med deras föräldrar. Medan de städade golvet på barnhemmet hittar de en Fleemcoserietidning. De skickade efter en Fleemcotelefon och fick nya föräldrar; en kvinnlig brittisk hemlig agent vid namn K och en professionell stuntman, Dick Daring. När Todd och Riley vill ersätta någon, ringer de Fleemco.

## Rollfigurer

### Huvudpersoner
- Riley Daring - Hon är Todds 13-åriga storasyster. Hon är en idealistisk optimist och hopplös romantiker. Hon gillar allt som är sött och Johnny Hitswell. Riley är alltid lite bättre än genomsnittet i skolan och är duktig på baseball.

- Todd Daring - Han är motvilligt godhjärtad. När Todd ersätter någon är det mest bara för hans egen skull. Han är inte lika naiv som sin syster. Han gör ofta saker utan att tänka på det ordentligt. I skolan blir Todd ofta utsatt för mobbaren Buzz Winters.

- Richard "Dick" Daring - Han är en stuntman. Han är modig och gör många farliga stunt. De blir ännu farligare då Phil Mygrave är hans stuntkoordinator och är en av världens sämsta, som mäter längder med ögonmått. Dick har precis som K ingen erfarenhet av föräldraskap, men en total brist på kunskap har aldrig stoppat honom tidigare. Han tror att Dart och han är bästa vänner trots att Dart ofta säger att han hatar Dick.

- Mildred "Agent K" Daring - Hon är lätt paranoid, och envisas med att använda sina talanger som superspion när hon ska vara förälder. Hennes föräldrar är Agent G och B.

- Prins Kanel Stövel - Familjens åsna(husdjur). Riley fick honom då hon bad Dick om att få köpa en häst. Han har många talanger men varje gång han ska uppträda glömmer hans familj bort det.

- D.A.R.T.E.R. - D.A.R.T.E.R. också kallad Dart är K:s talande spionbil och partner. Han avskyr Dick och tolererar knappt barnen. Han är sarkastisk och gnäller ofta. Han saknar spionlivet och ytterst motvilligt blev han medlem i familjen.

- Conrad Fleem - Han är den tillbakadragna ägaren av Fleemco och Riley och Todds mystiska välgörare. En del av hans ersättare verkar väldigt märkliga, men det kanske finns en tanke bakom galenskapen. Man ser aldrig hans ansikte men han blev mobbad när han var yngre.

- Tasumi - Tasumi är Rileys bästa kompis. Hon hävdar att hon är medlem av en brottsbekämpande familj vid namn GO-HI-BOTS, men ingen vet säkert. Hon har en lista över sina fiender, Riley är ibland med och ibland inte.

- Abbey - Hon är Rileys andra bästa vän. Även om Abbey hatar populära tjejer som Sierra, ser det ibland ut som att hon vill vara en av dem och säger ofta att Sierra är cool eller liknande.

- Johnny Hitswell - Han är skolans bästa idrottare. Riley och de andra tjejerna i skolan är kära i Johnny, men har bryr sig inte. Han gillar baseball och han går i samma lag som Todd och Riley. Han är kär i Riley då han bjöd henne på dejt ett avsnitt.

- Shelton Klutzberry - Han är nörden på skolan men var en gång ihop med en kändis kallad Celebrity Star. Han ser snygg ut för tjejer när man tar av hans glasögon.

- Jacabo - Jacabo är Todds bästa vän i skolan och kommer från Mexiko. Jacabo har en rolig mun. I ett avsnitt avslöjades det att han har en hemlig talang på att sjunga. Han är kär i Agent K.

- Sierra - Sierra är skolans populäraste tjej. Riley och hennes vänner avskyr henne, men Abbey brukar ibland säga att Sierra är cool.

- Rektor Cutler - Han är skolans snåla och sluga rektor. Då han kommer från Alaska låter han skolan vara öppen på snödagar. Han samlar in pengar från bl.a. lyckobrunnar, lärarna och barnen till en resa till Tahiti.

- Buzz Winters - Han är skolans mobbare tillsammans med Donny Rottweiler samt Todds ärkerival. Han brukar ofta mobba Shelton Klutzberry och varje gång han drar ett skämt säger han "Den var bra Buzz".

- Donny Rottweiler - Han är mycket större än Todd och de andra eleverna, men han går ändå i samma skola som de. Han är Buzz mentor och Todds andra ärkerival. I ett avsnitt avslöjades det att han har regnbågshopparkalsonger på sig då Todd drog bort han skärp och hans byxor ramlade ner.

## Mindre figurer
- Phil Mygrave - Han är Dicks bror och koordinator.

## Röster
- Sandra Caménisch - Riley Daring
- Carl-Magnus Lilljedahl, senare Daniel Mélen - Todd Daring
- Claudia Galli - Agent K Daring
- Fredrik Dolk - Dick Daring
- Erik Ahrnbom - D.A.R.T.O.R "Dart"
- Kristian Ståhlgren - Conrad Fleem
- Norea Sjöquist - Abbey Wilson
- Anna Nordell - Tasumi Tsujino
- Oskar Karlsson - Buzz Winters
- Emil Smedius - Shelton Klutzberry
- Jessica Strömberg - Sierra McCool
- Daniel Sjöberg - Johnny Hitswell

## Avsnitt

### Säsong 1
- 1. Todd Strikes Out / The Jerky Girls
- 2. The Insecurity Guard / Quiet Riot!
- 3. The Truth Hurts / Jumping Mad
- 4. CindeRiley / Skate-Gate
- 5. Going Overboard / Riley's Birthday
- 6. Halloween Spirits
- 7. Days of Blunder / Cheer Pressure
- 8. The Majestic Horse / Carnie Dearest
- 9. Davey Hunkerhoff / Ratted Out
- 10. German Squirmin' / The Means Justify the Trend
- 11. Best Friends For-Never? / Running From Office
- 12. Master Pho / Zoo or False?
- 13. Field Trippin / Fiddlin' Around
- 14. A Daring Romance / Maid for K
- 15. Abra K Dabra! / Kumquat Day
- 16. The Frog Prince / Snow Place Like Nome
- 17. Boyzroq / Ball Hogs
- 18. Clueless / Conrad's Day Off
- 19. The Perfect Date / Serf's Up
- 20. iTodd / See Dick Run
- 21. London Calling

### Säsong 2
- 22. The Spy Who Wasn't Riley
- 23. The Campiest Episode Ever
- 24. She Works Hard for the Movie
- 25. Space Family Daring
- 26. Late Night with Todd and Riley
- 27. The Rizzle
- 28. Volcano Island
- 29. Phoneless in Pleasant Hills
- 30. Tasumi Unmasked
- 31. Pleasant Hills Confidential
- 32. Garage Sale Daring / Private Todd
- 33. Dick Daring's All-Star Holiday Stunt Spectacular
- 34. Hollywoodn't
- 35. Glee by the Sea
- 36. Bowled Over / A Little Tiff
- 37. Canadian Fakin'
- 38. You Got Schooled
- 39. Puzzle Me Daring
- 40. Extra Credit
- 41. A Buzzwork Orange
- 42. Moustache Mayhem
- 43. Heartbreak in the City
- 44. Double Trouble / The Revenge of Prince Cinnamon Boots
- 45. Snide and Prejudice
- 46. Art Attack
- 47. Shelton's Bar Mitzvah / Crushing Riley
- 48. Injustice is Blind
- 49. Truth or Daring
- 50. Todd Busters
- 51. R2: A Tale of Two Rileys
- 52. Irreplaceable